# Денчева, Даринка
Даринка Денчева (род. 3 июня 1958) — американский математик болгарского происхождения, известная своим вкладом в выпуклый анализ, стохастическое программирование и оптимизацию, избегающую риска.

## Образование и должности
Денчева родилась в Болгарии. Она получила степени магистра и доктора математики в Берлинском университете имени Гумбольдта (Германия) в 1981 и 1989 годах соответственно. В 2006 году она получила учёную степень в Берлинском университете имени Гумбольдта за диссертацию по множественнозначному анализу. 
С 1982 по 1994 год Денчева работала в Институте математики Болгарской академии наук в Софии (Болгария). В 1997–1999 годах она была приглашённой гостьей в Центре исследований операций Ратгерского университета. В 1999–2000 годах она была приглашённым профессором на кафедре инженерии промышленных и производственных систем Лихайского университета. С 2000 года Денчева работает в Технологическом институте Стивенса, где занимает должность профессора кафедры математических наук. В 2023—2024 годах она была председателем сената кафедры.

## Основные достижения
Денчева разработала теорию выбора Штейнера для мультифункций, теорию ограничений стохастического доминирования (совместно с Анджеем Рущинским) и внесла вклад в теорию обязательств подразделений в энергосистемах (совместно с Вернером Рёмишем). Она является автором 2 книг и более 70 научных работ.

## Важнейшие публикации

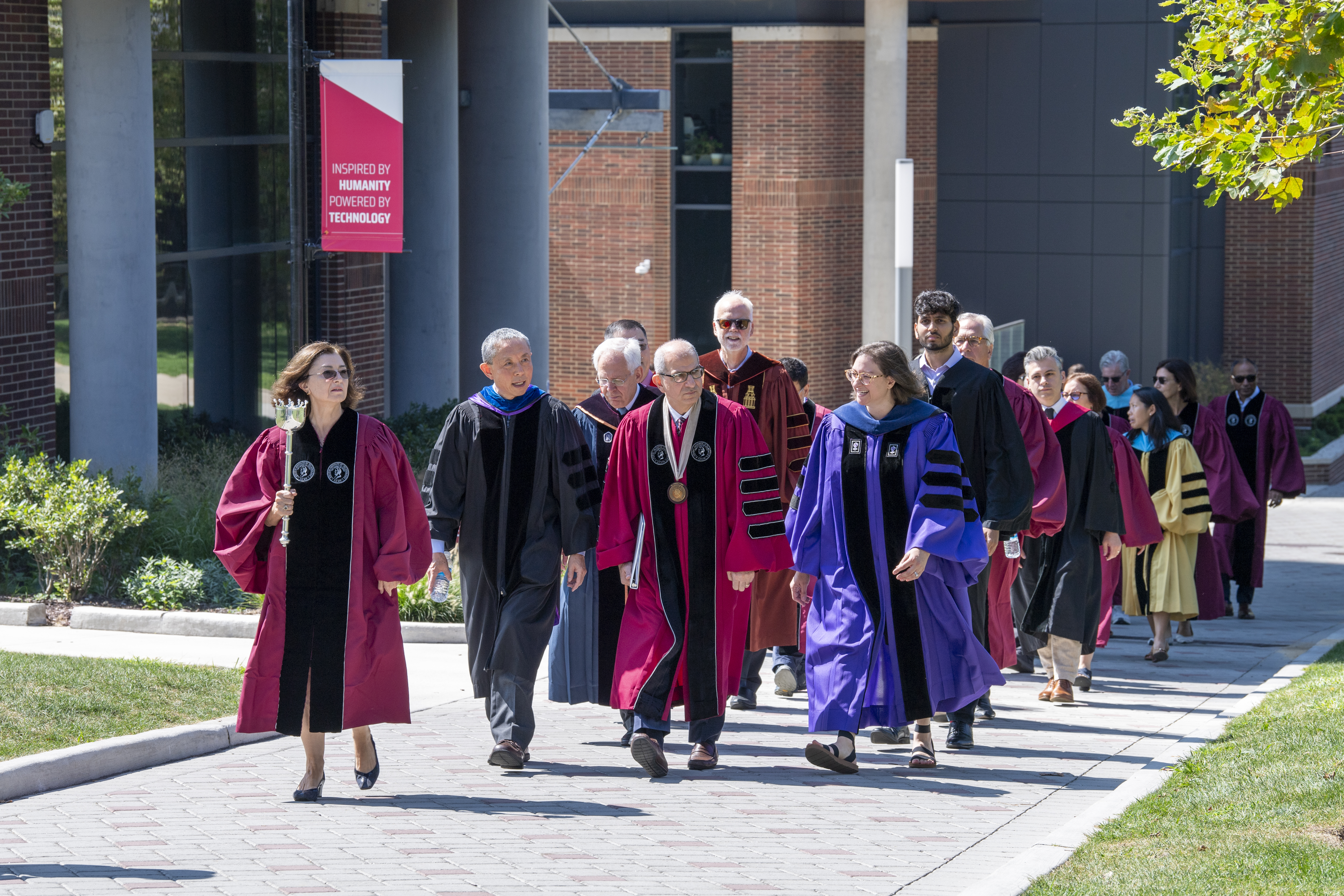
Денчева в качестве маршала факультета на церемонии выпуска 2023 года в Технологический институт Стивенса.

- Dentcheva, Darinka. Risk-Averse Optimization. Theory and Methods / Darinka Dentcheva, Andrzej Ruszczyński. — Cham, Switzerland : Springer Nature, 2024. — P. xv+451. — ISBN 978-3-031-57987-5.
- Shapiro, Alexander. Lectures on stochastic programming. Modeling and theory / Alexander Shapiro, Darinka Dentcheva, Andrzej Ruszczyński. — Philadelphia : Society for Industrial and Applied Mathematics[англ.], 2009. — Vol. 9. — P. xvi+436. — ISBN 978-0898716870.
- Dentcheva, D.; and Ruszczyński[англ.], A., Optimization with stochastic dominance constraints, SIAM Journal on Optimization 14 (2003) 548–566.
- Dentcheva, D.; Prékopa[англ.], A.; Ruszczyński[англ.], A., Concavity and efficient points of discrete distributions in probabilistic programming, Mathematical Programming 89, 2000, 55–77.
- Dentcheva, D.; Römisch, W., Optimal power generation under uncertainty via stochastic programming, in: Stochastic Programming Methods and Technical Applications (K. Marti and P. Kall Eds.), Lecture Notes in Economics and Mathematical Systems, Springer Verlag, 1998.
- Dentcheva, D.;  Helbig, S., On variational principles, level sets, well-posedness, and ∈-solutions in vector optimization, Journal of Optimization Theory and Applications 89, 1996, 325–349.